# Часовня Кампианов
Часо́вня Кампиа́нов — один из лучших памятников архитектуры ренессанса во Львове (Украина), часть ансамбля Латинского собора. Находится на Кафедральной площади, вход в часовню из Латинского собора.

## История
Построена у северной стены Латинского кафедрального собора в 1619 году как родовая усыпальница Кампианов на средства Мартина Кампиана, бургомистра Львова, доктора медицины, богатого негоцианта. Мартин и его отец Павел Кампиан (бывший беглый крепостной, который добился богатства и положения львовского патриция) изображены на бюстах в интерьере. Часовню строили Павел Римлянин и В. Капинос, скульптором, вероятно, был Ян Пфистер, возможно А. Бемер или Г. Горст (Згодливый). В 1760 г. плафон часовни расписал живописец Станислав Строинский.
Часовня Кампианов дошла до нас в первоначальном виде, без значительных изменений. Она квадратная в плане, перекрыта сводом. В нижней части массивный цоколь украшен гранёными квадрами, на которые опираются тосканские пилястры, поля между которыми заполнены рельефами. Средняя часть часовни украшена картушами изысканной формы. Завершает фасад дорический фриз с резными розетками и львиными головами, карниз и аттик с тремя овальными медальонами. Декор фасада является одним из образцов львовской позднеренессансной пластики. Внутренняя часть часовни облицована разноцветным мрамором, декор также выдержан в ренессансном стиле.